# Gordon James Lethem
Gordon James Lethem (1886 - 1962) foi um funcionário público britânico.
Foi Governador da Guiana Inglesa de 7 de novembro de 1941 a 12 de abril de 1947.
Em sua homenagem existe uma cidade na Guiana, na fronteira com o Brasil, chamada de Lethem.